# METavisi
METavisi är en svensk tidning på meänkieli för tornedalingar.
METavisi är knuten till Svenska Tornedalingars Riksförbund – Tornionlaaksonlaiset. Den började utges under 1980-talet. Den har redaktion vid Svenska Tornedalingars Riksförbund – Tornionlaaksonlaisets kansli i Aapua och ges ut i pappersform med fyra sidor i tabloidformat, som bilaga till Haparandabladet, sex gånger per år och med en upplaga på omkring 6.000 (2011).